# Michael Zerbes
Michael Zerbes (* 13. September 1944 in Dresden) ist ein deutscher Leichtathlet und Olympiateilnehmer, der – für die DDR startend – bei den Europameisterschaften 1966 die Bronzemedaille mit der 4-mal-400-Meter-Staffel gewann (3:05,7 min, zusammen mit Jochen Both, Günter Klann und Wilfried Weiland). Im 400-Meter-Lauf dieser Europameisterschaften schied er im Vorlauf aus.
Bei den Olympischen Spielen 1968 startete er ebenfalls in der 4-mal-400-Meter-Staffel (im Vorlauf ausgeschieden) und im 400-Meter-Lauf (im Zwischenlauf mit 46,19 s ausgeschieden).
Michael Zerbes startete für den TSC Berlin. 1968 gewann Zerbes bei den DDR-Meisterschaften über 400 Meter. Zerbes stellte mehrere DDR-Rekorde auf, seine Zeit von 45,6 s 1968 war der erste Lauf eines DDR-Leichtathleten unter 46 Sekunden. In seiner aktiven Zeit war er 1,95 m groß und 81 kg schwer.
Michael Zerbes arbeitete beruflich als Arzt. Seine Mutter, Lieselotte Brückner, war in den 1930er Jahren als Hoch- und Weitspringerin aktiv, sein Bruder Helmut Zerbes war 400-Meter-Läufer und später als Sportmediziner tätig.